# Ulpiu Vlad
Ulpiu Vlad (n. 27 ianuarie 1945, Zărnești, județul Brașov) este un compozitor, muzicolog și profesor român.

## Biografie
S-a născut la data de 27 ianuarie 1945 în Zărnești, județul Brașov. Studiile muzicale le-a început în orașul natal, sub îndrumarea tatălui său, și le-a continuat la Școala de Muzică din Brașov (1956-1957) cu Florica Cristorian (pian), apoi la Liceul de Muzică nr. 1 din București (1958-1964) cu Pavel Tornea (oboi), Florența Albu (pian), Matei Jurebiță și Filaret Barbu (teorie-solfegiu), Constantin Petrovici (orchestră) 
Între 1964-1971 studiază la Conservatorul din București cu Boris Zelinschi și Edy Guți (oboi), Iosif Conta (orchestră), Filip Bulimar-Pitaru (muzică de cameră), Mircea Chiriac (armonie), Anatol Vieru (compoziție), Dan Constantinescu (armonie), Victor Giuleanu (teorie-solfegiu), Paul Jelescu (citire de partituri), Zeno Vancea și Myriam Marbe (contrapunct), Tudor Ciortea (forme), Emilia Comișel (folclor). 
Între 1971-1972 se perfecționează la Conservatorul „Santa Cecilia” din Roma cu Virgilio Mortari (compoziție).
În 1973 devine membru al Uniunii Compozitorilor și Muzicologilor din România.
Între 1971-1977 este cercetător al folclorului muzical la Conservatorul din București, iar între 1977-1980 devine cercetător la Institutul de Cercetări Etnologice și Dialectologice din București.
Și-a luat doctoratul în muzică la Universitatea Națională de Muzică din București (2004).
Între 1980-1984 este redactor, iar mai apoi director (1984-1992), la Editura Muzicală a Uniunii Compozitorilor și Muzicologilor din România.
Între 1992-1993 este director la Direcția Muzicii din Ministerul Culturii
Este pe rând: profesor asociat (1992-1993), conferențiar (1993-1996) și mai apoi profesor (1996-2012) la Universitatea Națională de Muzică din București. 
În 2004 își obține doctoratul în muzică la Universitatea Națională de Muzică, cu teza Determinări selective, stabilite prin calificare semiografică, în lucrarea „Poetica viselor”. Sisteme proprii de extindere a potențialului creator al interpreților.

## Realizări
A publicat articole și studii în publicațiile periodice „Muzica”, „Revista de Etnografie și Folclor”, „Actualitatea muzicală” etc. 
A făcut culegeri și transcrieri de folclor, a susținut comunicări științifice și conferințe, a participat la emisiuni de radio și televiziune, a fost membru în juriile unor concursuri de compoziție, de folclor sau de interpretare, a participat la schimburi culturale internaționale în Cehoslovacia, URSS, Ungaria, Germania, Olanda, Norvegia, Israel, SUA. 
A transcris folclor (în colaborare) pentru volumul „Folclor din Prahova” de C. Manolache (1972). 

## Distincții
A fost distins cu Premiul „George Enescu” al Academiei Române (1985), cu Premiul Uniunii Compozitorilor și Muzicologilor din România (1991, 1995, 2000, 2003, 2006, 2009) și cu Ordinul „Meritul Cultural” în grad de ofițer (2004).

## Lucrări

### Volume
- Determinări selective în poetica viselor, București, Editura Muzicală, 2005 ISBN 973-42-0405-X
- Repertoriul nupțial. Cântecul miresei: Metodologia unei posibile trilogii, Colecția Națională de Folclor, București, Editura Muzicală, 2009 ISBN 978-973-42-0532-5

### Articole
- „Bio-bibliografie Constantin Brăiloiu” în Revista de Etnografie și Folclor, tomul 24, nr. 1, 1979
- „Harry Brauner” în Revista de Etnografie și Folclor, tomul 33, nr. 3, 1988